# Maître de la Résurrection
Le Maître de la Résurrection est un peintre italien de l'école de Rimini, un maître anonyme, actif dans la première moitié du Trecento, le XIVe siècle italien. 

## Biographie
Le nom de Maître de la Résurrection est dû à une œuvre de l'école de Rimini qui lui est attribuée à défaut d'en connaître le véritable auteur.

## Œuvres
- Crucifixion avec saints et Noli me tangere, vers 1350, panneau, tempera et or sur bois, 56 × 38 cm, Rome, musée du Vatican.